# Дога, Андрей Андреевич
Андрей Андреевич Дога (11 мая 1932, Кишинёв — 25 января 1984, Кишинёв) — советский самбист, мастер спорта СССР (1956), Судья всесоюзной категории (1969), Заслуженный тренер СССР. Один из основоположников молдавского самбо.

## Биография
В 1956 году стал бронзовым призёром первенства СССР среди студентов и выполнил норматив мастера спорта СССР. Представлял общество «Буревестник».
После перехода на тренерскую работу подготовил около 150 мастеров спорта, из которых 25 становились медалистами чемпионатов СССР и международных турниров.
Похоронен на Армянском кладбище Кишинёва.

## Известные воспитанники
- Басс, Константин — призёр чемпионатов СССР по самбо.
- Валишвили, Ираклий — призёр V Спартакиады народов СССР 1971 года, в 1987—2006 годах — старший тренер сборной команды Молдовы, заслуженный тренер Молдовы.
- Гуцу, Валентин Ефимович (1942—1998) — чемпион и призёр чемпионатов СССР по самбо, призёр чемпионата Европы по дзюдо, Заслуженный тренер Молдовы, вице-президент Национального олимпийского комитета Молдовы.
- Котик, Георгий Иванович — чемпион и призёр чемпионатов СССР по самбо, призёр чемпионата Европы по дзюдо.
- Лубинец, Пётр — чемпион и призёр чемпионатов СССР по самбо.
- Усик, Василий Трофимович (1939—2006) — чемпион и призёр чемпионатов СССР по самбо, призёр чемпионата Европы по дзюдо, мастер спорта СССР международного класса по дзюдо.
- Шарканский, Владимир Хаимович (1947—2018) — чемпион и призёр чемпионатов СССР по самбо.

## Память
- Одна из улиц Кишинёва названа именем Андрея Доги.
- В Кишинёве проводится международный турнир памяти Андрея Доги.

## Награды
- Орден «Знак Почёта» (27.04.1957) — «за успехи, достигнутые в деле развития массового физкультурного движения в стране, повышения мастерства советских спортсменов, и успешное выступление на международных соревнованиях»